# Cheval territorial
Vous lisez un « bon article » labellisé en 2015.

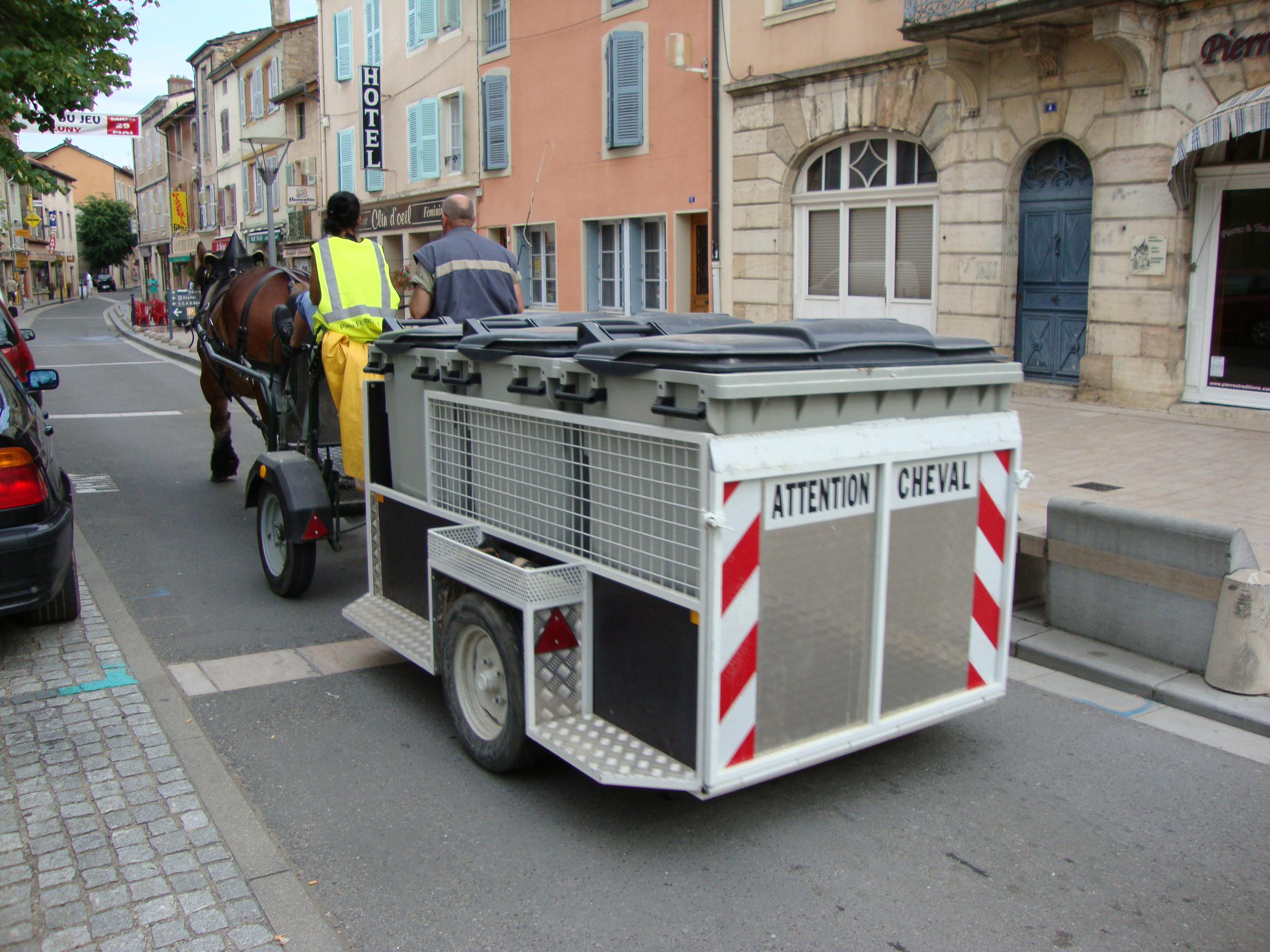
Cheval territorial et son cocher effectuant le ramassage des ordures à Cluny.

Un cheval territorial est, en France, un cheval réalisant diverses missions de service public pour le compte de la collectivité territoriale. L'originalité de la démarche, qui s'inscrit dans le développement durable et la recherche de solutions écologiques, est de recourir au cheval pour préserver l'authenticité des sites concernés. La commune de Saint-Pierre-sur-Dives est pionnière avec la jument Uranie, en 1993. La commune de Trouville-sur-Mer organise le congrès annuel et dirige la commission nationale des chevaux territoriaux. En 2012, cette activité est définie. Le métier de cocher est alors officiellement inscrit au répertoire des métiers. En 2015, environ 300 communes de France recourent aux services d'un ou de plusieurs chevaux territoriaux. Leurs missions sont variées, mais concernent généralement le tourisme, la gestion des déchets et des espaces verts, la prévention et la sécurité, ou le transport des personnes.
Très populaire auprès du public, le cheval territorial resserre les liens entre les habitants et les services municipaux. Il devient très vite l'un des symboles de la commune. Bien que le recours au cheval puisse être vu comme passéiste, son bilan du point de vue de l'écologie et des emplois générés est considéré comme plus intéressant que celui d'un véhicule motorisé, pour un coût égal ou sensiblement inférieur. En contrepartie, les chevaux demandent davantage d'investissement en temps que les véhicules motorisés, notamment pour leurs soins.

## Définition

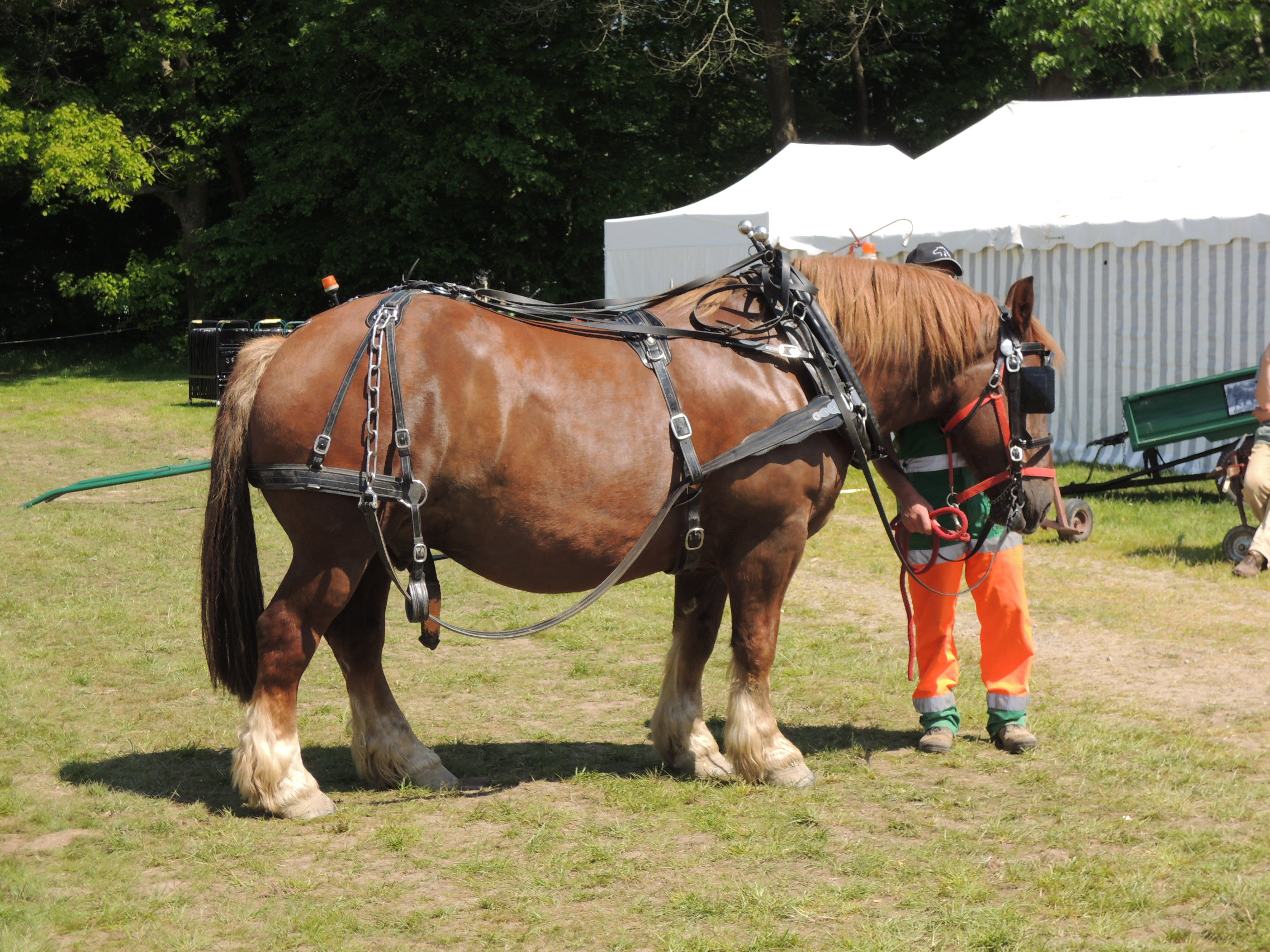
Touzic Ar Maner, hongre de race bretonne, cheval territorial du parc des Gayeulles à Rennes.

Le cheval territorial s'est vu prêter différents noms : « cheval cantonnier », « cheval citadin », « cheval communal » ou encore « cheval citoyen ». Un colloque tenu en Avignon en 2000 est consacré au « cheval dans la ville ». Le terme de « cheval territorial » est officialisé avec la tenue du premier « congrès national des chevaux territoriaux » à Trouville-sur-Mer, en 2003. Fin 2012, une mission du CGAAER permet de le définir comme « un cheval utilisé par une collectivité (en régie ou en prestation de service) afin d’assurer sur son territoire des missions de service public telles que : transport de passagers, ramassage de déchets, entretien d’espaces verts ou d’espaces naturels, prévention-sécurité... ». En Suisse, on parle de « cheval urbain ». Cependant, la notion de « cheval territorial » reste difficile à définir.

## Histoire

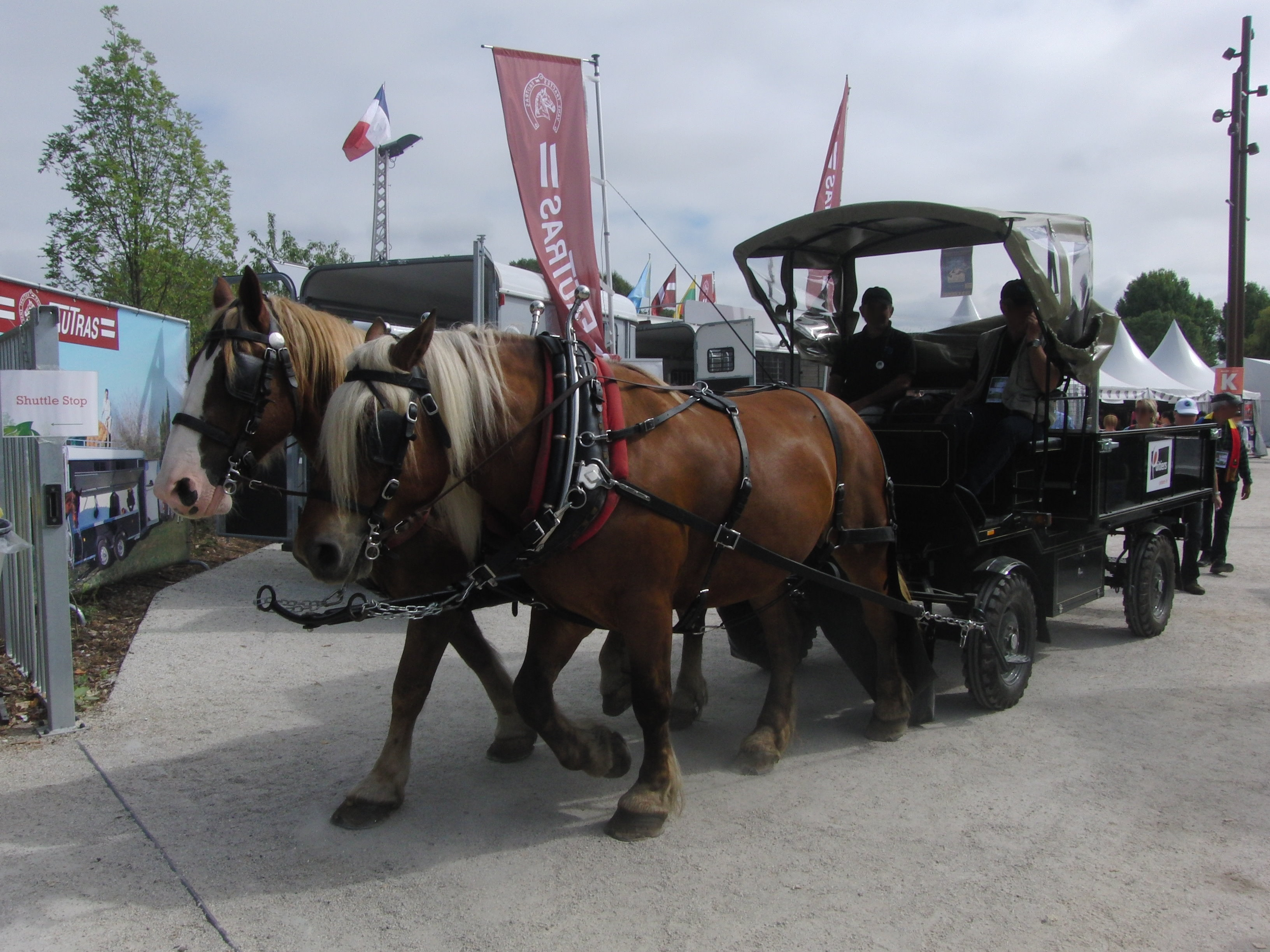
Ramassage des ordures avec deux chevaux territoriaux pendant les jeux équestres mondiaux de 2014.

Il existe peu de données pour fournir un état des lieux et des structures liées au cheval territorial, qui n’a bénéficié d'aucune étude poussée. Avant la généralisation de la motorisation, les communes françaises possédaient des chevaux pour effectuer des travaux. La modernisation des modes de transport a entraîné l'abandon de la traction animale en France tout au long du XXe siècle, un phénomène que Pierre Rabhi qualifie de « rupture », la civilisation perdant le lien avec la terre « en misant tout sur le pétrole ».
Les chevaux territoriaux proviennent du concept de développement durable popularisé dans les années 1990, dans un contexte où le cheval fait un retour timide dans l'agriculture. La première initiative de ce genre revient à la mairie de Saint-Pierre-sur-Dives, une commune rurale dont l'identité est liée au cheval de trait Percheron. Une jument grise du nom d'« Uranie » est menée par Bruno Rible à partir de 1993 pour vider les corbeilles à papier, nettoyer les caniveaux, ramasser les déchets et promener les enfants en attelage. L'initiative se voit officiellement reconnue en 1995. Uranie et son cocher rencontrent un très grand succès populaire et médiatique. M. Rible popularise son activité sur des manifestations d'attelage. Dès lors, quelques communes pionnières acquièrent un cheval comme employé municipal. En 1999 et 2000, la commune de Trouville-sur-Mer met en place ce système pour gérer les déchets de verre. Le choix du cheval est motivé par son coût d'achat bien inférieur à celui d'un véhicule motorisé spécialisé, mais aussi par la volonté de réduire les nuisances dans cette localité très touristique. La commune acquiert un Percheron de cinq ans, nommé Festival de Mai. En 2003, Trouville-sur-Mer organise le premier congrès national des chevaux territoriaux. La même année, les Haras nationaux commandent un sondage à la Sofres pour examiner la perception qu'ont les Français du retour du cheval en ville. L'étude en conclut que la présence des chevaux rend la ville « plus humaine et plus conviviale ». En 2005, les haras nationaux français analysent différentes initiatives communales dans le cadre du programme « Cheval et territoires ».
À partir des années 2000, un nombre croissant de communes françaises mettent en place et développent des services publics hippomobiles, si bien qu'un championnat des meneurs territoriaux est créé en 2009 (année où 70 communes y participent), puis une commission nationale des chevaux territoriaux en 2011. Une centaine de communes emploient alors au moins un cheval pour les missions de service public. Fin 2012, environ 200 communes ont un cheval territorial ou prévoient d'y recourir. L'État confie au CGAAER la mission d'analyser ce phénomène pour évaluer le développement potentiel des chevaux territoriaux. En novembre 2013, de nombreux maires se montrent intéressés. En octobre 2015, environ 300 communes font appel à un cheval territorial, que ce soit ponctuellement ou toute l'année. La popularité de ce type d'initiative pousse le Centre national de la fonction publique territoriale et l’institut français du cheval et de l’équitation (qui suit tout particulièrement ce dossier) à organiser plusieurs « équi-meeting » en 2015 et 2016, pour faire le point sur les initiatives existantes et aider les municipalités désireuses de mettre en place leurs propres équipes hippomobiles,.
La possibilité d'une mise en valeur et donc d'une sauvegarde de la race de chevaux bretonne a poussé la région Bretagne à lancer un appel à projets en septembre 2013, proposant une aide financière pour toute initiative concernant un cheval Breton. Cet appel à projets est reconduit tous les ans depuis. Entre 8 et 12 collectivités bretonnes y répondent chaque année. Cet appel à projets leur permet d'étudier la faisabilité ou de lancer une activité faisant appel au cheval de trait breton. Le réseau Faire à cheval produit tous les ans un rapport sur l'appel à projets lancé deux ans plus tôt, afin de suivre l'évolution des usages de collectivités et d'identifier les paramètres décisifs dans la réussite des projets et activités. 

## Missions
Les missions d'un cheval territorial peuvent être variées : police montée, ramassage des déchets ménagers et sensibilisation au tri sélectif, transport de personnes (dans le cadre scolaire, touristique ou pour les personnes âgées), entretien d'espaces verts (tonte des pelouses, arrosage de la végétation, débardage), entretien de sites naturels protégés, surveillance de troupeaux et actions sociales.

### Collecte des déchets et voirie

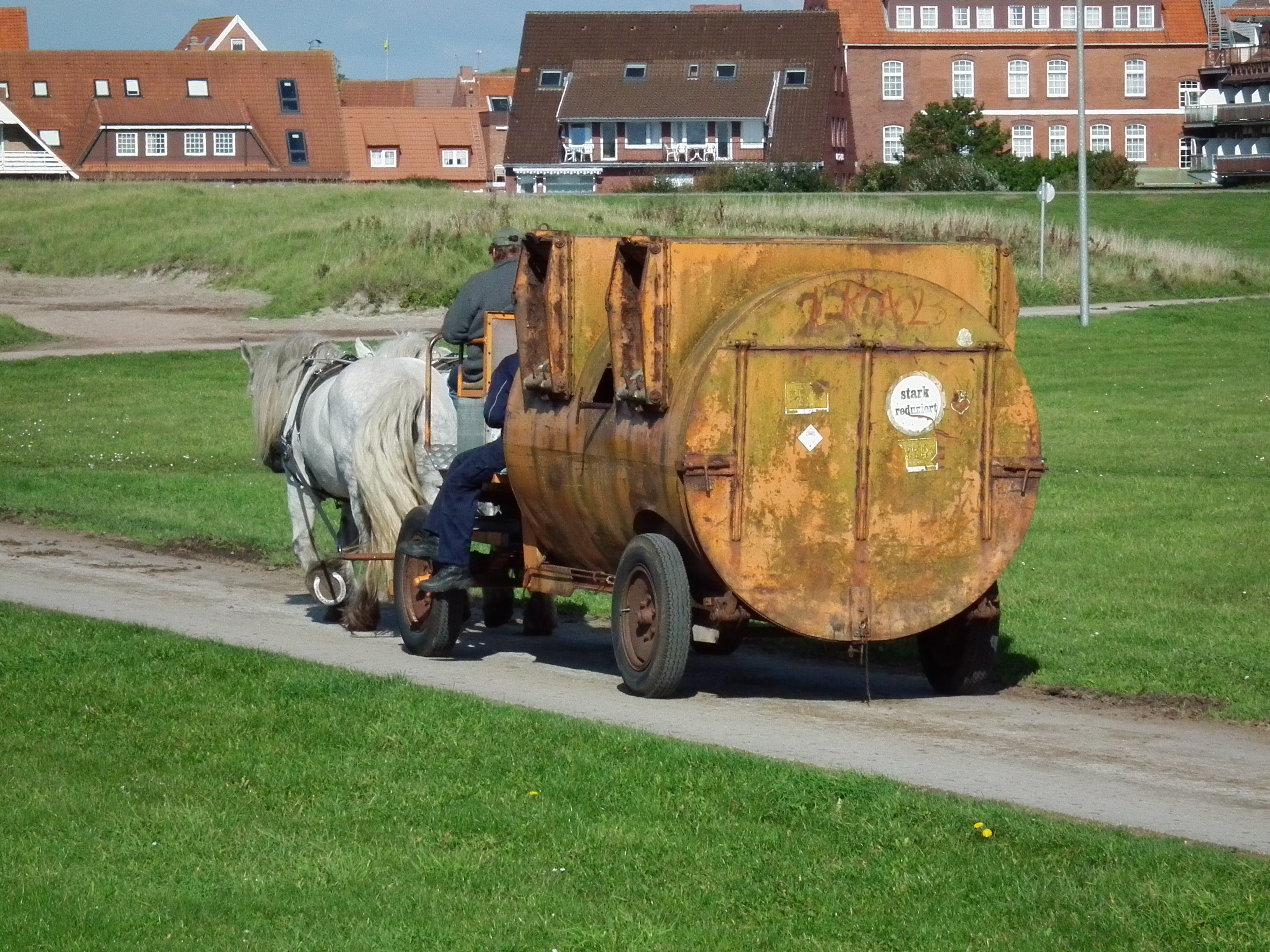
Transport hippomobile d'un conteneur de déchets, en Allemagne.

L'utilisation du cheval pour la collecte des déchets peut avoir de nombreuses applications. Il peut s'agir du ramassage classique des ordures ménagères, de déchets particuliers issus du tri sélectif (tels que les piles, le verre et le carton), du ramassage des poubelles et des corbeilles dans les rues ou les parcs, ou même de l’acier, de l’aluminium et du plastique. La présence du cheval permet au cantonnier de communiquer plus facilement avec la population, en ce qui concerne le tri et la gestion des déchets. Par conséquent, les volumes récupérés sont souvent supérieurs. L'attelage permet aussi de faire un ramassage en porte à porte plus efficace auprès de particuliers comme de professionnels. Il existe des expériences de ramassage saisonnières, lors de marchés de Noël ou pour collecter les sapins de Noël usagés par exemple. La traction hippomobile est considérée comme plus efficace pour sensibiliser, en particulier les enfants. Elle revalorise le métier d'« éboueur » (la personne chargée de ramasser les ordures). Selon certains témoignages, les employés sont plus motivés pour travailler avec un cheval, et donc plus efficaces. Les problèmes rencontrés dans le cadre de la circulation automobile sont considérés comme autant sinon moins contraignants qu'avec un camion. Enfin, le cheval est plus efficace pour passer dans les rues très étroites ou très pentues, et pour travailler en courte distance avec des arrêts fréquents. Par contre, l'acceptation de la population en ce qui concerne l'utilisation du cheval dans ce contexte est moindre, 72 % des Français s'y disant opposés (sondage TNS Sofres 2003). Les collectivités rencontrent aussi des problèmes d'adaptation des agents et du matériel.
Il existe aussi des expériences d'utilisation du cheval ou de l'âne pour la voirie, du type balayage mécanique, ramassage, entretien, surveillance et maintenance légère d'équipements urbains (la chaussée, le trottoir ou encore les panneaux de signalisations), entretien des chemins et des plages. Le cheval permet d'atteindre des zones difficiles d'accès et se montre complémentaire des engins motorisés.

### Entretien de la nature et des espaces verts

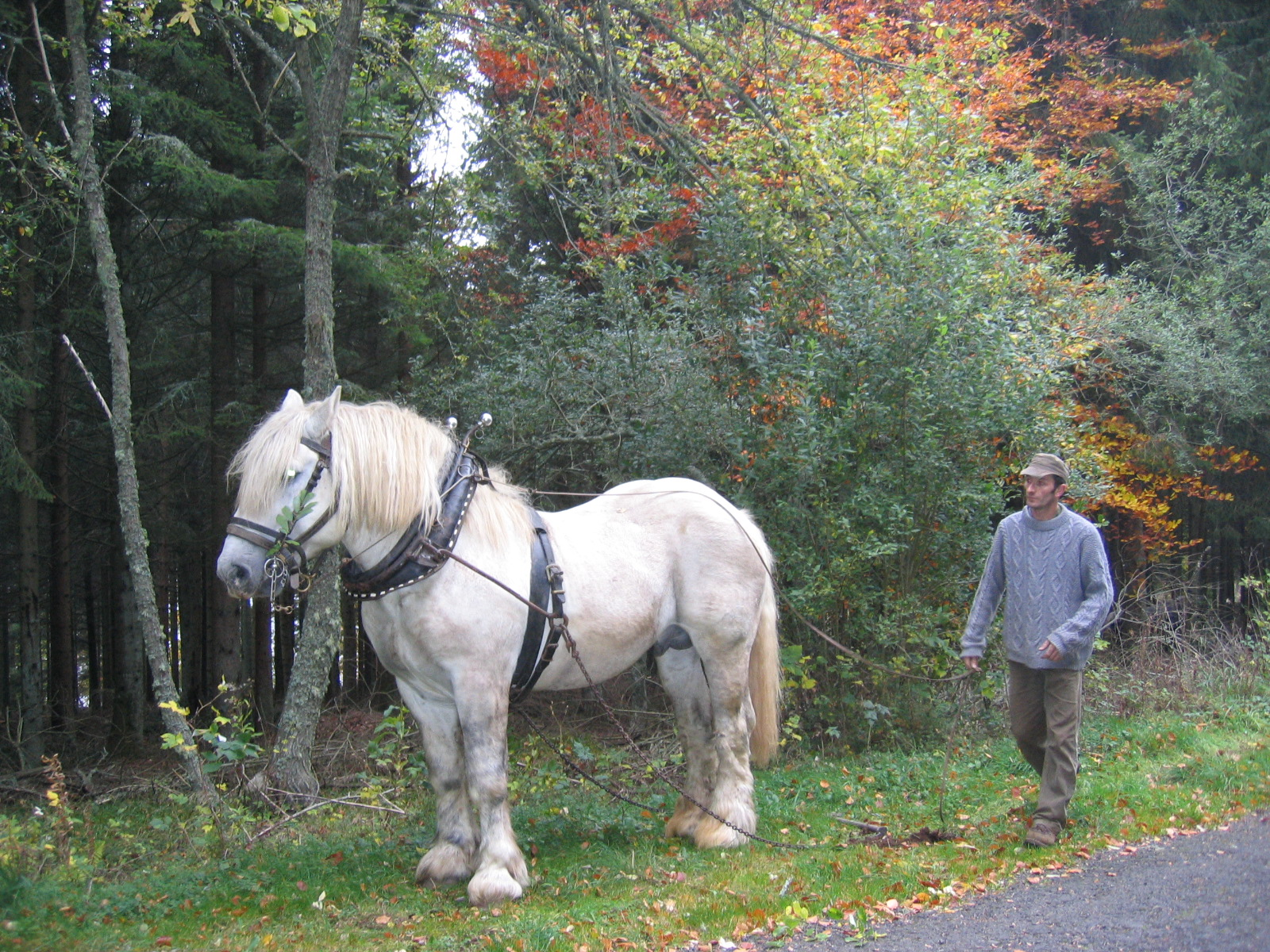
Débardage au cheval de trait en Haute-Loire.

Le cheval est particulièrement adapté à une mise au travail dans les espaces verts et les zones naturelles sensibles (humides, instables, pentues ou fragiles), les rivières, les chemins de randonnée, les parcs régionaux ou nationaux, et les forêts gérées par l'office national des forêts. Le travail consiste en du débardage, du portage et divers autres travaux forestiers. En ce domaine, la filière équestre française a l'avantage d'être organisée et professionnalisée, ce qui se traduit par la disponibilité de matériel adapté et l'existence de formations et de compétences pour ce marché. L'avantage du point de vue écologique est important, car le cheval ne tasse pas le sol, ne dérange pas ou peu la faune et la flore, et ne risque pas de polluer avec des hydrocarbures. Le cheval est considéré comme plus souple et plus maniable que les véhicules, permettant de passer en traversant les rivières et les zones pentues, et moins coûteux. Il est par contre plus lent et de rendement plus faible qu'un véhicule motorisé.
Pour ce qui concerne les espaces verts et les parcs en environnement urbain, l'utilisation du cheval est multiple : arrosage et irrigation des plates bandes, des jardinières, des plantations et des massifs, entretien des chemins et des remblais par le hersage ou le nivelage, plantation et entretien des massifs végétaux, collecte des corbeilles à papier, arrachage de petit et gros œuvre forestier, portage, transport de déchets verts et diverses animations telles que de la balade ou de la prévention. Il peut aussi être simplement laissé à brouter, dans le cadre de l'écopâturage. Le cheval est très apprécié des visiteurs des parcs et jardins, qui se montrent généralement plus aimables avec les agents municipaux. De plus, il respecte davantage le calme et la nature de ces lieux, ce qui le rend cohérent avec l'utilisation en zone Natura 2000 et en site historique. Il représente un point d'attrait des lieux et participe à leur identité. Pour l'arrosage, le cheval est aussi rapide et efficace qu'un véhicule motorisé. Le matériel adapté à ce type d'activité reste toutefois difficile à se procurer.

### Transport municipal
Plusieurs communes ont mis en place un transport scolaire hippomobile, que ce soit pour les transports réguliers entre les classes et le domicile dans des régions très rurales à toutes petites classes, ou pour des sorties exceptionnelles. L'initiative soulève un large enthousiasme auprès des enfants qui apprécient la présence du cheval, et se montrent davantage motivés pour aller à l'école. C'est également une occasion d'en faire un support pédagogique pour leur expliquer l'alimentation des équidés, la maréchalerie et les soins. Le transport scolaire hippomobile se heurte cependant à des contraintes réglementaires et sécuritaires importantes, ainsi qu'à des difficultés d'ordre logistique.
Il existe des initiatives de transport de personnes âgées (jusqu'aux clubs de retraités par exemple), de taxis et de lignes de bus hippomobiles, gratuites ou non. Ces transports posent la question de la création d'un parking hippomobile, de la gestion du trafic, ainsi que de l'accessibilité aux personnes handicapées.

### Protection et surveillance

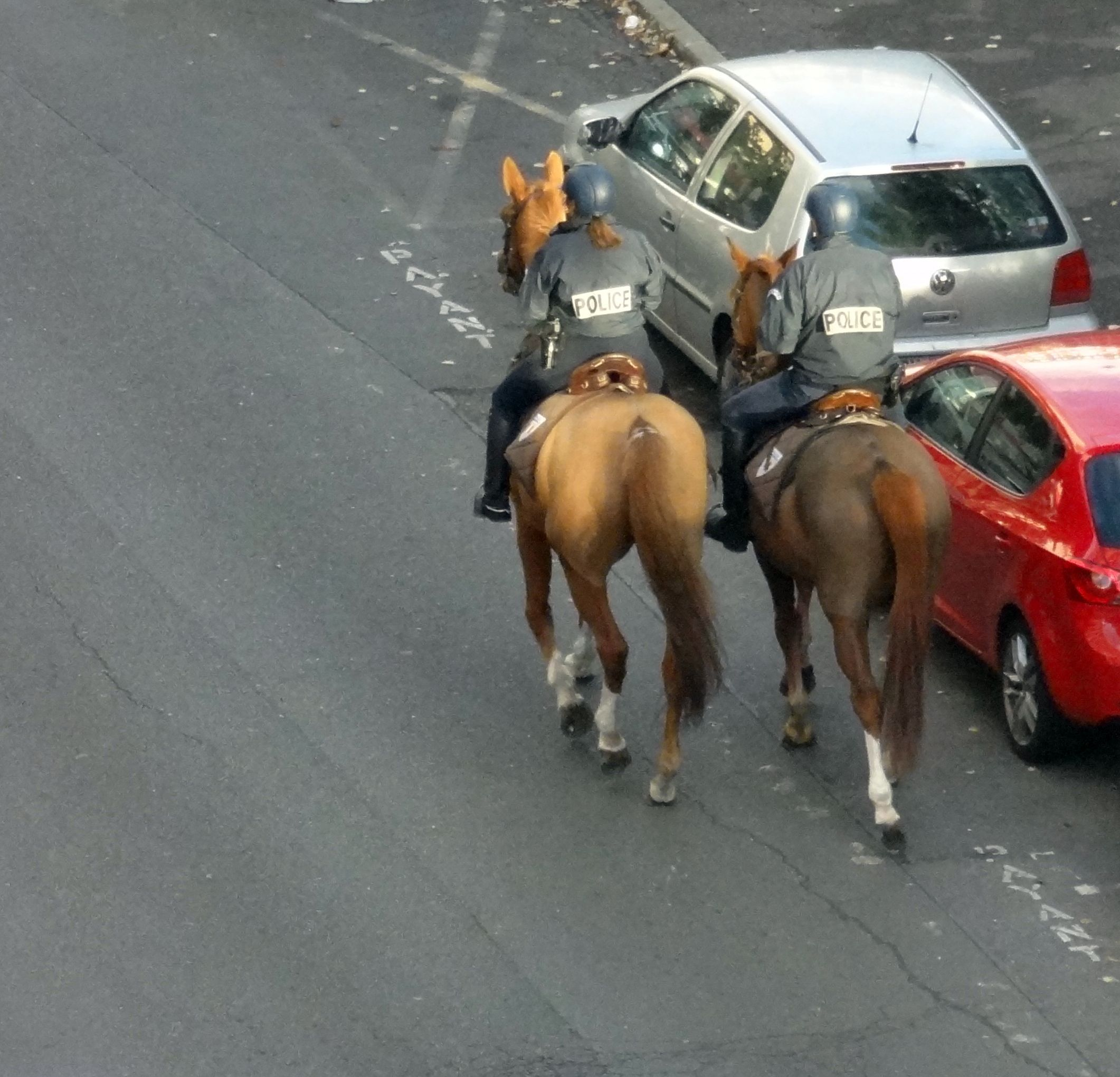
Patrouille de police française à cheval, à Bagnolet.

Les missions de protection et de surveillance à l'aide d'un cheval territorial peuvent être permanentes ou saisonnières, et concerner des écogardes ou des policiers municipaux. Ces initiatives sont appréciées pour le côté à la fois discret, dissuasif et plus sympathique des représentants de l'ordre à cheval, pour la possibilité de balayer une grande étendue d'un point de vue élevé, et pour la réelle efficacité de ces cavaliers pour prévenir la délinquance. De plus, cette pratique recueille là aussi une opinion très favorable, 82 % des Français approuvant l'idée de faire surveiller les jardins par des cavaliers. Les mises en place de missions de protection et de surveillance sont limitées par des problématiques de formation, de choix animal et humain, et de respect du bien-être du cheval en cas de missions dans un environnement urbain.

### Tourisme

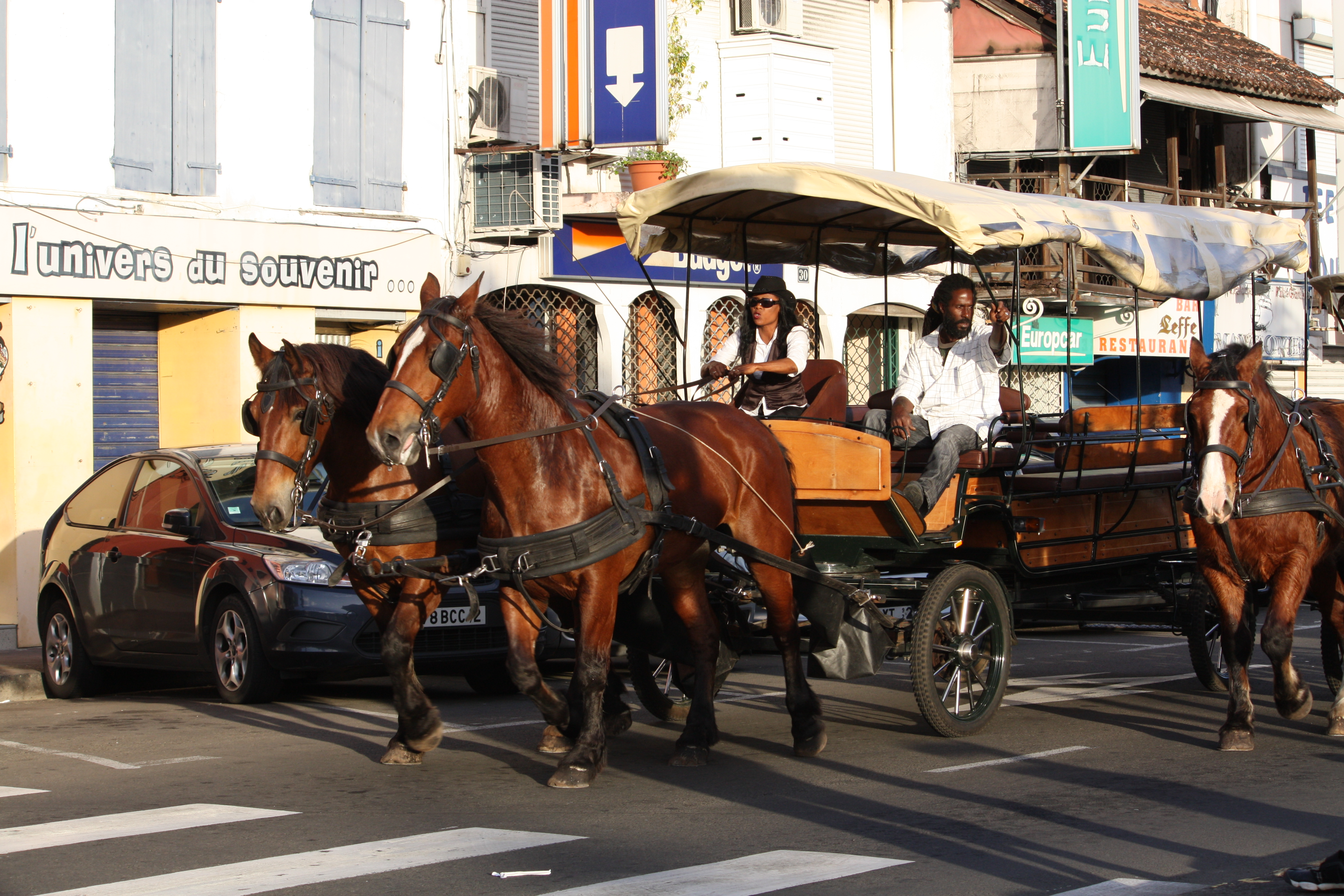
Attelage hippomobile touristique à Fort-de-France, en Martinique.

Le tourisme représente une part importante de ces initiatives, 85 % du transport hippomobile français y étant lié (chiffres de 2015). Cette situation s'explique à la fois par l'importance de l'activité touristique en France et par l'adaptation du cheval au désir de « lenteur » des visiteurs pendant leurs vacances. Certains grands sites touristiques français ont mis en place des navettes hippomobiles permettant aux personnes de rejoindre un site patrimonial, tout en préservant le paysage environnant. Des initiatives permettent à des touristes sans connaissances équestres préalables de monter à cheval pour la première fois. Le développement de l'œnotourisme hippomobile est envisagé, l'attelage étant particulièrement adapté à la visite des grands vignobles.
De plus, le tourisme hippomobile est favorablement perçu, 79 % des Français interrogés en 2003 plébiscitant l'utilisation du cheval pour faire visiter la ville.

### Actions sociales et insertion
Un cheval territorial peut aussi être mis à profit pour la rééducation des personnes handicapées, une initiative qui recueille le soutien de 90 % des Français. Ce débouché permet de favoriser l'emploi des personnes handicapées ou marginalisées et d'apaiser des conflits sociaux, mais il se heurte également à des contraintes réglementaires, des risques d'échec et des problèmes de professionnalisme.

### Liste de missions par commune
De nombreuses communes communiquent sur les missions de leurs chevaux territoriaux.
| Lieu                                                                     | Date de mise en place                                                          | Missions | Spécificités | Sources |
| ------------------------------------------------------------------------ | ------------------------------------------------------------------------------ | --- | --- | ------- |
| Saint-Pierre-sur-Dives (Calvados)                                        | 1993 - 2014                                                                    | Ramassage scolaire et collecte des déchets avec une jument Percheron : « Uranie », puis « Pola »                                                                 | Sur une suggestion de l'adjoint au maire. Service supprimé en septembre 2014 sur décision de la mairie                                                                       | ,       |
| Parc des Gayeulles, Rennes (Ille-et-Vilaine)                             | 1993 - en cours                                                                | Ramassage des ordures ménagères et débardage avec un cheval Breton : « Duchesse », puis « Touzic Ar Maner » depuis le 28 novembre 2011.                          | L'une des plus longues expériences d'utilisation du cheval territorial en Bretagne.                                                                                          | ,       |
| Rambouillet (Yvelines)                                                   | Juin 1994                                                                      | Nettoyage avec deux Boulonnais, « Eurêka » et « Beauminois » | | [ 32 ]  |
| Bois de Vincennes (Val-de-Marne)                                         | 1998 - en cours                                                                | Entretien des espaces verts avec des Ardennais, « Jason », « Idéal » et « Rapido ».                                                                              | | [ 33 ]  |
| Montélimar (Drôme)                                                       | 8 juillet 1998 - en cours                                                      | Brigade équestre avec trois chevaux, « Cisco », « Ripio » et « Kamel »                                                                                           | L'une des plus anciennes brigades équestres de France. | [ 34 ]  |
| Trouville-sur-Mer (Calvados)                                             | 2000 - 2016                                                                    | Ramassage du verre, arrosage des bacs à fleurs, tonte, ramassage scolaire. L'équipe compte notamment un Percheron, « Festival de mai », depuis mis à la retraite | Mis en place par Olivier Linot, directeur général des services de Trouville et président de la fédération nationale des chevaux territoriaux                                 | ,       |
| La Roche-sur-Yon (Vendée)                                                | Fin 2002                                                                       | Brigade équestre à fonction policière et pour la sensibilisation à la préservation de la nature. Deux chevaux municipaux.                                        | Sur une suggestion de Jacques Auxiette, avec la collaboration du haras de la Vendée.                                                                                         | [ 37 ]  |
| Communauté de communes du canton de Criquetot-l'Esneval (Seine-Maritime) | 2004                                                                           | Collecte des déchets et entretien des espaces verts | Grâce à la collaboration du directeur général des services de la communauté de communes et des Haras nationaux.                                                              | [ 38 ]  |
| Beauvais (Oise)                                                          | Été 2005 pour la brigade municipale 1er septembre 2008 pour le cheval de trait | Brigade équestre Collecte des déchets | Sur une suggestion des associations « Traits de Génie » et « Equiterra » pour le cheval de trait.                                                                            | ,       |
| Vendargues (Hérault)                                                     | En cours                                                                       | Brigade équestre Collecte des déchets Transport scolaire | | ,       |
| Parc de la Tête-d'Or, Lyon (Rhône)                                       | Septembre 2006                                                                 | Collecte des déchets avec trois chevaux Comtois | | [ 44 ]  |
| Parc de la Chantrerie, Nantes (Loire-Atlantique)                         | 7 novembre 2006                                                                | Collecte des corbeilles et petit débardage avec « Princesse », jument bretonne                                                                                   | | ,       |
| Cambrai (Nord)                                                           | 2008 - en cours                                                                | Collecte des sapins de Noël usagés | Prestation saisonnière | [ 47 ]  |
| Cluny (Saône-et-Loire)                                                   | 2009 - en cours                                                                | Collecte des déchets avec un Auxois du Haras national | Partenariat entre la ville de Cluny, le syndicat intercommunal de ramassage et de traitement des ordures ménagères, et le Haras national de Cluny.                           | [ 48 ]  |
| Mably (Loire)                                                            | Avril 2009 - en cours                                                          | Entretien des espaces verts et collecte des déchets avec « Scoubidou », cheval de trait Comtois                                                                  | | [ 49 ]  |
| La Chapelle-Gaceline (Morbihan)                                          | Janvier 2010 - en cours                                                        | Ramassage scolaire, nettoyage et fleurissement avec deux Bretons, « Nayak » et « Opérat »                                                                        | | ,       |
| Hazebrouck (Nord)                                                        | Février 2011 - 21 décembre 2015                                                | Collecte des déchets | Initiative de Veolia, qui développe du matériel spécifique en partenariat avec le SMICTOM pour « tester un nouveau modèle économique ». Stoppé en 2015 pour raisons de coût. | ,       |
| Questembert (Morbihan)                                                   | Octobre 2010 - en cours                                                        | Ramassage des ordures avec un cheval Breton, « Napoléon » | Le choix du cheval est motivé par la difficulté à faire passer un camion-poubelles classique dans les rues étroites                                                          | [ 58 ]  |
| Sciez (Haute-Savoie)                                                     |                                                                                | Entretien du massif et des espaces verts et ramassage des ordures avec un cheval Ardennais.                                                                      | Utilisation d'une voiture hippomobile spéciale réalisée sur mesure | ,       |
| Mâcon (Saône-et-Loire)                                                   | 2012 - en cours                                                                | Brigade équestre | Saisonnière, d'avril à octobre | [ 61 ]  |
| Tarascon (Bouches-du-Rhône)                                              | 2012 - en cours                                                                | Collecte de déchets, entretien des espaces verts, prestations extérieures avec Luth et Luxor (retraités) remplacés par Sucette et Sirène.                        | Chantier d'insertion ACTUS (Association Chevaux de Traits d'Union Sociale)                                                                                                   | [ 62 ]  |
| Valence (Drôme)                                                          | 2012-2014                                                                      | Brigade équestre | Supprimée pour des raisons de coût et de bien-être animal. | [ 63 ]  |
| Arques (Pas-de-Calais)                                                   | 2015                                                                           | Collecte des sapins de Noël usagés | Prestation saisonnière | [ 64 ]  |
| Saint-Martin-de-Crau (Bouches-du-Rhône)                                  | 2019 - en cours                                                                | Collecte de déchets, entretien des espaces verts, prestations extérieures avec Fée et Fanny.                                                                     | Chantier d'insertion ACTUS (Association Chevaux de Traits d'Union Sociale)                                                                                                   | [ 62 ]  |
| Tours (Indre-et-Loire)                                                   | En cours                                                                       | Brigade équestre | Les chevaux sont équipés de fers spéciaux pour ne pas glisser sur les pavés                                                                                                  | ,       |
| Orléans (Loiret)                                                         | En cours                                                                       | Brigade équestre | Patrouilles limitées au quartier de La Source | [ 67 ]  |

## Mise en place
La mise en place d'un cheval territorial repose souvent sur la mobilisation d'élus particulièrement motivés. Elle fait appel à une grande variété d'acteurs publics, associatifs et privés, qui doivent travailler ensemble pour optimiser les coûts et mener le projet à son terme : ce dernier passe très généralement par une phase d'expérimentation et de tâtonnements. La Commission nationale de développement des chevaux territoriaux, située à Trouville-sur-Mer, organise un congrès annuel. Les associations de professionnels de la traction animale agissant en France (Traits de génie, Trait d'avenir, CIVAM, PROMMATA, Hippotese...) ont également un important rôle de conseil et d'échange de compétences. À l'échelon européen, le CERRTA (Centre européen de ressources et de recherche en traction animale) est un centre de formation agréé pour les activités de traction au cheval de trait. La FECTU (Fédération européenne du cheval de trait pour la promotion de son utilisation), fondée en 2003, encourage la coopération en Europe pour l’utilisation des chevaux de trait.
Il faut prévoir le dressage du cheval, la formation du cocher et la construction (ou l'acquisition) du matériel hippomobile. Le coût d'achat du cheval et de son matériel est généralement moins élevé que pour les véhicules motorisés, mais le coût final de la mission dépend fortement de l'organisation choisie par la commune. Il est possible de faire appel à des subventions européennes (FEDER) pour la mise en place.

### Matériel hippomobile

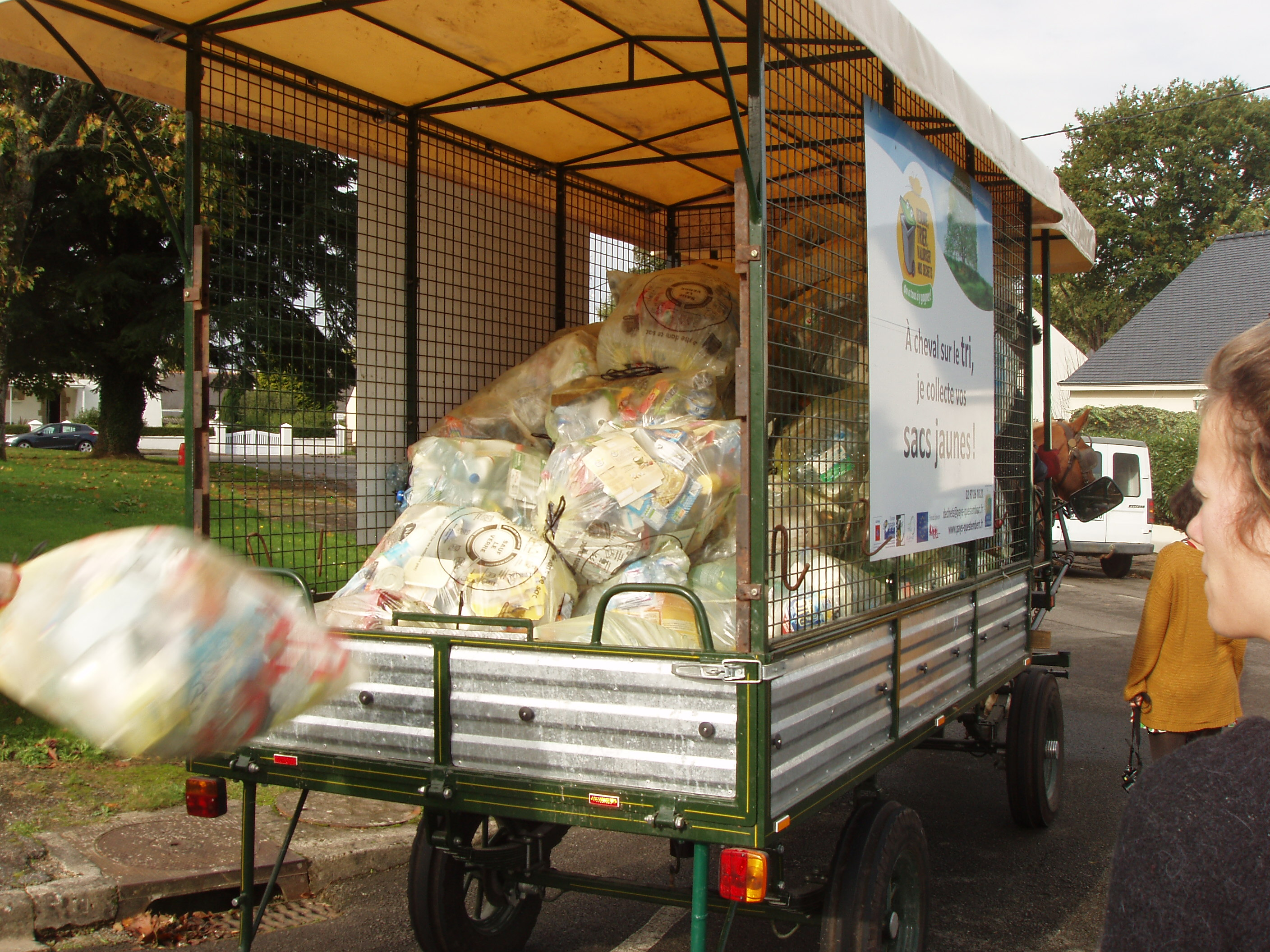
Remorque hippomobile destinée à la collecte des déchets à Questembert.

Trouver le matériel adéquat peut poser des difficultés. Le matériel de traction hippomobile n'est plus utilisé à grande échelle en France depuis le début du XXe siècle et celui qui a été conservé s'est souvent dégradé. De plus, ce matériel n'est plus adapté aux usages modernes du cheval territorial. Les fabricants sont désormais peu nombreux et travaillent souvent de manière artisanale. Les progrès réalisés dans la conception du matériel et des véhicules attelés permettent de réduire les nuisances : la plupart des harnachements d'attelage sont équipés d'un système de collecte des crottins avant qu'ils ne tombent à terre, et il existe des fers réduisant le bruit causé par les sabots des chevaux.
De nouveaux outils hippomobiles ont été développés pour répondre aux besoins particuliers de l'usage territorial du cheval. Ainsi, à Pont-Sainte-Marie, un attelage rose et vert baptisé funny garden permet d'arroser les plantes de la commune. De même, la société Veolia a développé un attelage alliant haute technologie et énergie chevaline.

### Choix du cocher
Le syndicat national des cochers professionnels est créé le 12 avril 1999 pour faire reconnaître cette profession en France, à travers notamment la création du diplôme de cocher professionnel, reconnu par le Ministère de l'agriculture en 2002. Fin 2012, le rapport du conseil général de l'alimentation, de l'agriculture et des espaces ruraux suggère de faire inscrire cette profession au répertoire des métiers. Le but est de permettre aux communes de recruter plus facilement des professionnels qualifiés. Le métier de cocher demande de nombreuses connaissances pratiques, en particulier pour conduire un attelage en environnement urbain et connaître le code de la route applicable aux véhicules hippomobiles. En 2012, le métier de cocher représente 300 emplois en France.

## Accueil

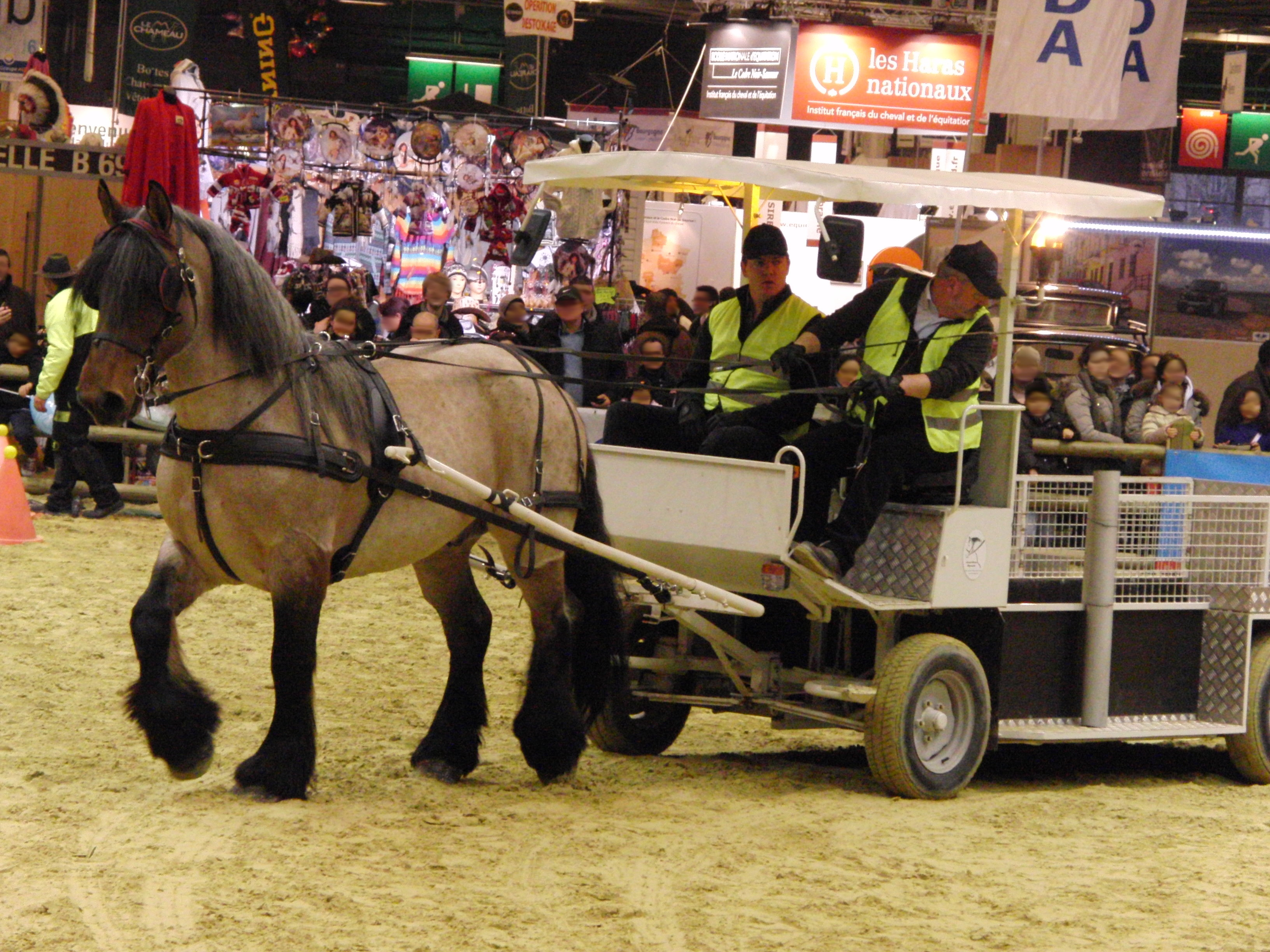
Cheval poitevin attelé lors du concours Trait d'avenir attelage dans l'épreuve de maniabilité, représentant les difficultés rencontrées par le cheval territorial pendant son travail urbain. Salon international de l'agriculture 2013, Paris.

La réintroduction du cheval territorial suscite beaucoup d'étonnement, mais aussi un véritable enthousiasme populaire, : environ 70 % des Français interrogés en 2003 par la Sofres sont favorables au retour de chevaux effectuant des missions de service public dans les villes. L'exportation de ce modèle est envisagée, notamment au Québec où les chevaux tendent au contraire à disparaître des villes. L'évaluation du potentiel de développement est difficile, certains acteurs estimant que le domaine est amené à connaître un très fort développement dans les communes de plus de 2 000 habitants, d'autres qu'il s'agit d'un secteur de niche.

### Avantages
Inscrit dans une démarche de développement durable, le cheval présente un rendement écologique bien supérieur à celui d'un véhicule motorisé (35 % de CO² de moins qu'un camion), tout en étant généralement moins cher (matériel compris) à l'achat, et donc plus rapidement amorti. Il permet de resserrer les liens entre les habitants et les employés municipaux, mais aussi entre ville et campagne. Le public est sensibilisé à l'écologie. La présence du cheval suscite le respect des autorités dans le cas de la police montée. « Catalyseur d'émotions positives », il joue donc un rôle de médiateur social, tout en éveillant la responsabilité écocitoyenne. L'utilisation du cheval dans les sites naturels protégés permet aux visiteurs de retrouver de l'authenticité sans que des véhicules motorisés ne dénaturent les lieux, la présence du cheval améliorant le cadre de vie. Le bruit qu'il génère est moins important que celui des véhicules à moteur. Son utilisation en ville réinsère du vivant dans les communes. Dans le cas des utilisations à la traction, le cheval territorial participe à la sauvegarde des races de chevaux de trait, de nombreuses communes choisissant de travailler avec leurs races patrimoniales. Enfin, le cheval territorial génère davantage d'emplois que le véhicule motorisé et contribue à la construction de l'identité de la commune sur laquelle il est employé.

### Inconvénients
La démarche a parfois été qualifiée de « passéiste » ou « folkloriste » : d'après la mission du CGAAER en 2012, « le cheval en ville fait encore sourire certains ». Des élus estiment que la mise en place de missions de service public montées ou attelées est coûteuse, que les chevaux demandent trop d'investissement en temps pour leur entretien, et que leur efficacité est relative. Ces aspects ont motivé la suppression d'équipes de policiers municipaux montés à Valence, Versailles et Caen, en 2014 et 2015. Il y a également un problème d'adaptation des compétences. De nombreux jeunes sont attirés par le travail avec le cheval, mais ne disposent pas toujours des formations adéquates, la qualité de celles-ci étant très variable en fonction de l'organisme formateur. De même, la caractérisation des chevaux est souvent insuffisante pour s'adapter à la demande, les éleveurs n'ayant pas toujours des objectifs (élevage de cheval lourd pour la viande...) en adéquation avec les besoins (besoin d'un cheval de traction). La prise en compte de la circulation avec le cheval en ville peut être contraignante du point de vue de la sécurité. L'attirance que suscite l'animal demande aussi une vigilance constante de la part des personnes qui travaillent avec des chevaux municipaux, pour garantir la sécurité du public.